# Liliana Rodríguez
Liliana Rodríguez  (Caracas, 1967. április 26. –) venezuelai színésznő.

## Élete
Liliana Rodríguez 1967. április 26-án született Caracasban. Édesanyja Lila Morillo, édesapja José Luis „El Puma” Rodríguez. Mindketten színészek és énekesek. Két testvére van: Lilibeth és Génesis. Egy lánya született: Galilea

## Filmográfia
| Év        | Cím                  | Szerep                 | Stúdió                              | Magyar hang                                           |
| --------- | -------------------- | ---------------------- | ----------------------------------- | ----------------------------------------------------- |
| 1989      | Maribel              |                        | Venevision                          |                                                       |
| 1991      | Mundo de fireas      |                        | Venevision                          |                                                       |
| 1992      | Macarena             |                        | Venevision                          |                                                       |
| 1995      | Morelia              |                        | Televisa - Univision                |                                                       |
| 2002-2003 | Vadmacska            | Panchita López         | Fono Video - Univision - Venevision | Kerekes Andrea (1. szinkron) Sági Tímea (2. szinkron) |
| 2005      | Amarte Así           | Anunciación Reyes      | Telemundo                           |                                                       |
| 2006      | Második esély        | Lourdes 'Lulu' Aguilar | Telemundo                           | Braun Rita                                            |
| 2006      | Las dos caras de Ana | Catalina 'Katy' Magaña | Televisa - Fono Video               |                                                       |
| 2011      | Sacrificio de mujer  | Alberta Garrido        | Venevision                          |                                                       |
| 2012      | Mi ex me tiene ganas | Martha Skott           | Venevision                          |                                                       |
| 2012      | Rosario              | Ofilia Elsa            | Venevision - Univision              |                                                       |
| 2013-2014 | Cosita Linda         | Camila 'La Chata'      | Venevision                          |                                                       |